# Honda W.O.W
 (mai 2018).
Si vous disposez d'ouvrages ou d'articles de référence ou si vous connaissez des sites web de qualité traitant du thème abordé ici, merci de compléter l'article en donnant les références utiles à sa vérifiabilité et en les liant à la section « Notes et références ».
La Honda W.O.W est un concept-car présenté lors du salon automobile de Tokyo 2005. Ses portières coulissantes s'inspirent des cloisons coulissantes japonaises.
Le sigle W.O.W vient de l'anglais "Wonderful Open-Hearted Wagon" qui peut être traduit par "break magnifique et sincère".